# Lâm Cù
Lâm Cù (giản thể: 临朐县; phồn thể: 臨朐縣; bính âm: Línqú Xiàn là một huyện thuộc địa cấp thị Duy Phường, tỉnh Sơn Đông, Trung Quốc. Huyện nằm ở tây nam của địa cấp thị và thuộc trung bộ bán đảo Sơn Đông. Trên địa bàn huyện có rừng quốc gia Nghi Sơn, công viên địa chất quốc gia Sơn Vượng và vịnh Lão Long, là những điểm thắng cảnh đẹp. Dân cư trong huyện tuyệt đại đa số là người Hán, chỉ có một thiểu số rất nhỏ người Hồi.
Huyện có nhiều dãy núi, thuộc hệ Hữu Nghi Sơn, Tung Sơn. Di Hà khởi nguồn từ chân núi Nghi Sơn, là hệ thống sông duy nhất của huyện. Ở phần thượng nguồn của sông có đập thủy lợi.

### Nhai đạo
- Thành Quan (城关街道)
- Đông Thành (东城街道)
- Dã Nguyên (冶源街道)
- Tân Trại (辛寨街道)

### Trấn
- Ngũ Tĩnh (五井镇)
- Tự Đầu (寺头镇)
- Cửu Sơn (九山镇)
- Nghi Sơn (沂山镇)
- Liễu Sơn (柳山镇)
- Thượng Lâm (上林镇)